# Prijatelji životinja
Prijatelji životinja su hrvatska nevladina udruga za promicanje prava životinja i zaštitu životinja te veganstva i ekološkog načina života. Udruga je osnovana u rujnu 2001. godine u Zagrebu. Skraćeni naziv udruge je PŽ, a engleski naziv "Animal Friends". Logo udruge je elipsa u kojoj se nalazi zec u trku, a iznad elipse piše Prijatelji životinja.

## Ciljevi
- ukidanje mučenja, zlostavljanja i eksploatacije životinja od strane ljudi
- promicanje veganske prehrane
- zaštita ugroženih i zaštićenih životinjskih vrsta u njihovim prirodnim staništima

## Projekti
- promoviranje udruge preko informativnih štandova u Zagrebu, Splitu i Rijeci
- oko 250 do sada održanih kampanja - protiv nošenja krzna, protiv držanja divljih životinja u cirkusima itd.
- performansi u javnosti, kojima se skreće pozornost na patnje životinja u prehrambenoj industriji, laboratorijima, farmama krzna, lovu i ribolovu, industriji zabave
- organiziranje peticija i prosvjednih pisama
- organiziranje ZeGeVege festivala održivog življenja
- održavanje predavanja i projekcija
- rad na promjeni zakona i pravilnika vezanih uz životinje
- informiranje preko interneta
- suradnja sa srodnim udrugama u Hrvatskoj i inozemstvu

## Članstvo
Udruga ima više od 5000 članova iz Hrvatske i inozemstva. Članovi se dijele na aktivne, pasivne i počasne. Tijela udruge su: Skupština, Upravni odbor i predsjednik. Aktualni predsjednik je Luka Oman.

## Unutarnje poveznice
- Vegetarijanska prehrana

## Vanjske poveznice
- Službena internetska stranica udruge Prijatelji životinja